# Triaeris stenaspis
Triaeris stenaspis är en spindelart som beskrevs av Simon 1891. Triaeris stenaspis ingår i släktet Triaeris och familjen dansspindlar. Inga underarter finns listade i Catalogue of Life.